# 白腹文鸟
白腹文鸟（学名：Lonchura pallidiventer），是梅花雀科文鸟属的一种，分布于印度尼西亚。